# Liga Española de Baloncesto 1964-1965
La Liga Española de Baloncesto 1964-1965 è stata la 9ª edizione del massimo campionato spagnolo di pallacanestro maschile. La vittoria finale è stata ad appannaggio del Real Madrid.

## Risultati

### Stagione regolare
|    | Squadra           | G  | V  | P  | PF    | PS    | P.ti | Qualificazione                    |
| -- | ----------------- | -- | -- | -- | ----- | ----- | ---- | --------------------------------- |
| 1. | Real Madrid       | 14 | 13 | 1  | 1.210 | 808   | 27   |                                   |
| 2. | Picadero JC       | 14 | 11 | 3  | 903   | 780   | 25   |                                   |
| 3. | Juventud Badalona | 14 | 8  | 6  | 940   | 800   | 22   |                                   |
| 4. | Estudiantes       | 14 | 6  | 8  | 859   | 979   | 20   |                                   |
| 5. | CD Mataró         | 14 | 5  | 9  | 934   | 879   | 19   |                                   |
| 6. | CN Helios         | 14 | 5  | 9  | 809   | 953   | 19   |                                   |
| 7. | Águilas de Bilbao | 14 | 4  | 10 | 889   | 1.024 | 18   | spareggi retrocessione/promozione |
| 8. | Real Canoe        | 14 | 4  | 10 | 572   | 893   | 18   | spareggi retrocessione/promozione |

| Liga Española de Baloncesto 1964-1965 |
| ------------------------------------- |
| Real Madrid 8º titolo                 |

### Spareggi retrocessione/promozione
- CN Vitoria - Águilas de Bilbao
- L'Hospitalet - Real Canoe

## Formazione vincitrice
| N° | Naz.                   | Ruolo | Sportivo           |  | Alt. |  |
| -- | ---------------------- | ----- | ------------------ |  | ---- |  |
| 4  | Spagna (bandiera)      | A     | Miguel González    |  | 189  |  |
| 5  | Spagna (bandiera)      | AC    | José Ramón Durand  |  | 184  |  |
| 6  | Spagna (bandiera)      | A     | Julio Descartín    |  | 190  |  |
| 7  | Spagna (bandiera)      | G     | Lolo Sainz         |  | 186  |  |
| 8  | Spagna (bandiera)      | A     | Fernando Modrego   |  |      |  |
| 9  | Spagna (bandiera)      | P     | Jorge García       |  |      |  |
| 10 | Spagna (bandiera)      | AP    | Emiliano Rodríguez |  | 191  |  |
| 11 | Spagna (bandiera)      | A     | Carlos Sevillano   |  | 183  |  |
| 12 | Stati Uniti (bandiera) | C     | Jim Scott          |  |      |  |
| 13 | Stati Uniti (bandiera) | C     | Clifford Luyk      |  | 202  |  |
| 14 | Stati Uniti (bandiera) | C     | Bob Burgess        |  |      |  |
| 15 | Spagna (bandiera)      | C     | Moncho Monsalve    |  | 202  |  |
|    | Spagna (bandiera)      | All.  | Pedro Ferrándiz    |  |      |  |